# Sebastian Nerz
Sebastian Matthias Nerz (13. července 1983, Reutlingen, Bádensko-Württembersko, Německo) je německý politik, předseda Pirátské strany Německa.
Studoval bioinformatiku na Univerzitě Eberharda Karla.